# 独立性易

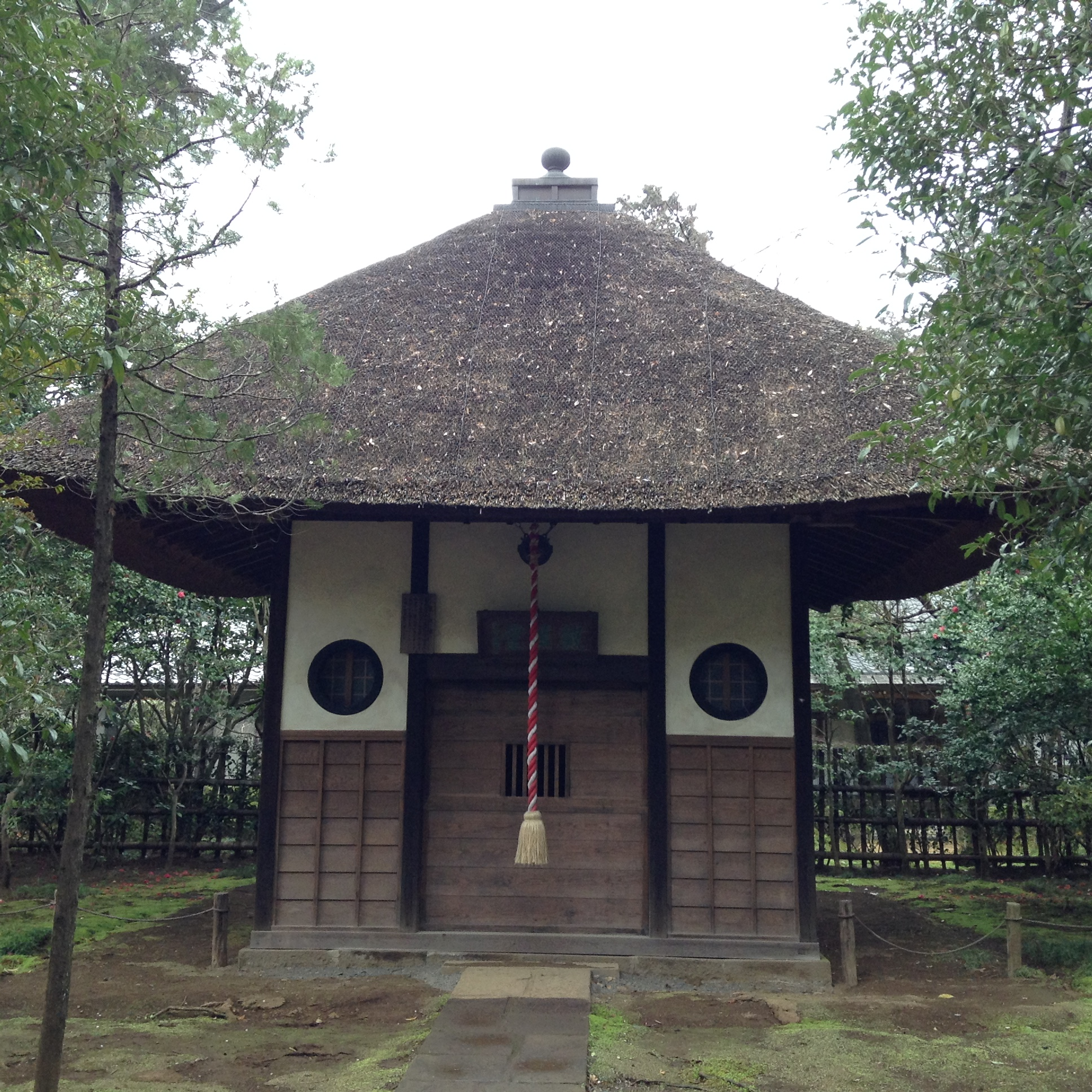
平林寺の戴渓堂

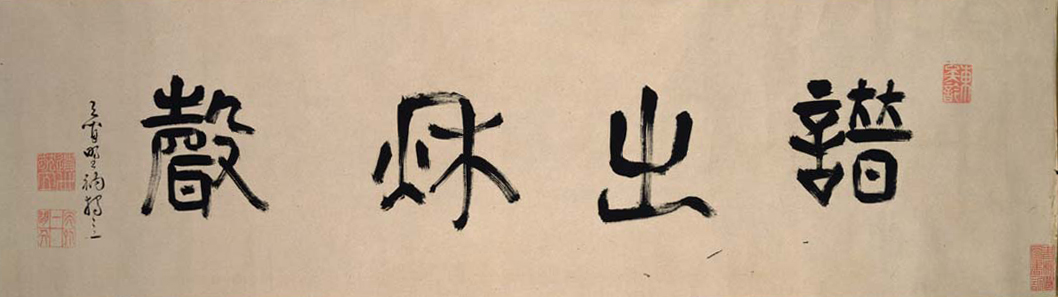
譜出秋声巻 東京国立博物館蔵

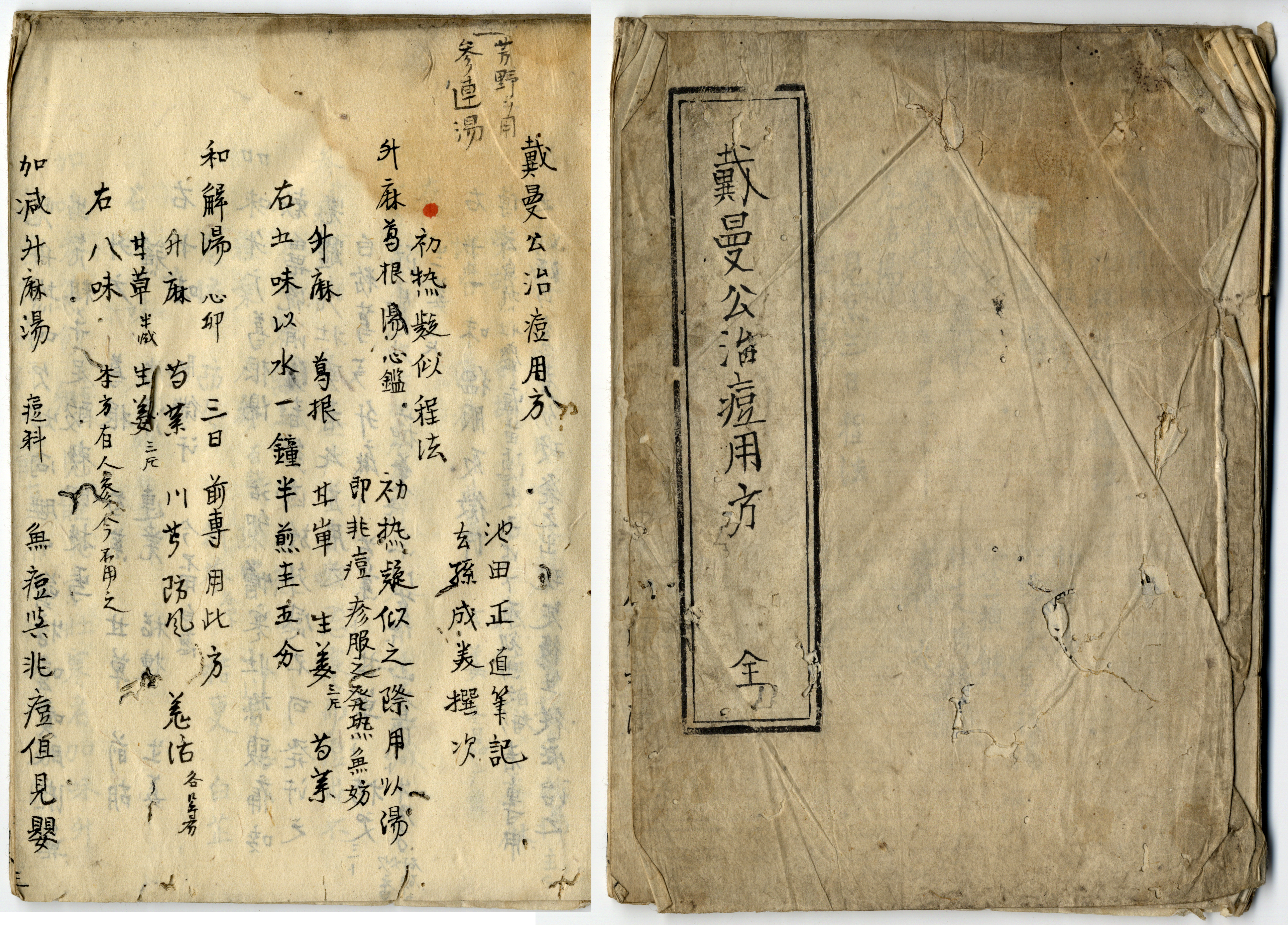
「戴曼公治痘用法」（19世紀の写本）

独立 性易（どくりゅう しょうえき、万暦24年・慶長元年2月19日（1596年3月17日） - 寛文12年11月6日（1672年12月24日））は、中国明末に生まれ、清初に日本に渡来した臨済宗黄檗派の禅僧である。医術に長け、日本に書法や水墨画・篆刻を伝えた。
その書の識見は高く中国伝統の本流の書を日本に示し、のちの唐様流行の基となった。また禅僧でありながら文人気質に富み、日本文人画の先駆けとなる水墨画を残している。同じく帰化僧の化林性偀とともに長崎桑門の巨擘と称賛される。篆刻においても日本篆刻の祖として称揚される。
俗姓を戴、諱をはじめ観胤、ついで観辰のちに笠とした。字を子辰のちに曼公。日本で得度した後は独立性易（どくりゅうしょうえき）と僧名を名乗った。荷鉏人、天外一閒人（てんがいいっかんじん）、天閒老人、就庵などを号とした。文人・書家などからは戴曼公と称されることも多い。浙江省杭州府仁和県の出身。

## 略伝
父は戴敬橋、母は陳氏。父の戴敬橋は、7番目の双子の子供として杭州の仁和県で誕生した。父は銓部で働く、善良な人として知られていた。母は姚江の陳竜江の娘であるとされている。祖先には晋の戴安道であるとされている。独立自身も祖先の誇りを大切にしていたようである。
幼い頃から才能に優れ、本を一度読むだけでたちまち暗記したという。そのため、早くから科挙の予備校である官学に通っていた。しかしながら、科挙の文体である八股文を好まず、自ら詩を積極的に読むことはなかった。
独立が25歳、天啓元年・元和7年(1621)には独立にとって不幸なことがあったようである。これが、独立が官職あるいは、科挙の受験勉強を放棄した直接の原因と考えられる。
官職あるいは科挙の受験勉強を放棄した独立は、故郷である杭州を離れ、西湖に隠居した。30歳をすぎる頃になっても、八股文を好まず、詩を読むことはなかった。しかしながら、西湖周辺の友人に詩の才能を披露することを迫られ、とっさに詩を読み、友人たちを感嘆させ、それ以降は積極的に詩を読むようになった。独立が突然詩を読むようになったのは、風光明媚な西湖に触れたことが影響していると指摘されている。
順治元年・正保3年(1644)には明が滅亡し、清が台頭した。祖先である戴安道の誇りを受け継いだともに、漢民族の誇りを受け継いだであろう独立にとっては、漢民族国家の没落は耐え難いことであろう。逃げるような形で杭州からさらに離れた長水の語渓へと移動した。
語渓では医術を生業として生計を立てていた。次第に生活が落ち着く中で、永暦7年・承応2年(1653)の早春に粤人の紹介で船に乗り、日本へと着岸した。独立は船に乗ったのは、日本に亡命することが目的ではなく、気晴らしのために船に乗ったとされている。
独立を乗せた粤人船は3月に長崎へと着岸した。当時の日本はいわゆる鎖国体制が引かれており、独立も例外ではなく、長崎奉行の甲斐庄喜右衛門(橘正述)に抑留された。当初の独立は中国の帰国を望んでいたと推測されるが、甲斐庄喜右衛門が国禁を差し置いて、独立の日本滞在を懇願した。甲斐庄喜右衛門がなぜ国禁を差し置いてまで、独立の日本滞在を懇願したのかについては定かではないが、独立の書や篆刻、医療といった才能を高く評価したことはうかがえるであろう。
抑留から開放された後には、同じく杭州出身の穎川入徳(陳入徳)の家に滞在していた。このときに、同じく入徳の家に滞在していた朱舜水とも交流しており、明の再興等について議論を交わしたと推測される。
翌年の承応3年(1654)には隠元隆琦が日本に渡来した。独立が日本渡来以前に仏教に興味を持っていたかどうか定かではないが、隠元と出会い、仏門に帰依することを決めた。このときに独立性易と名乗る。
隠元は将軍に合うために東上を開始し、独立もこれに従った。途中摂津の普門寺に3年ほど滞在するなどして、万治元年(1658)9月に、隠元が将軍徳川家綱に謁見している。この時、執政として儀式を執り行ったのは老中の松平伊豆守信綱である。また、官僚には源正重がいたとされているが、この人物については定かではない。
独立は老中をはじめとした高官と交流し、その才能を高く評価された。その中でも、松平伊豆守信綱は、独立のことを非常に気に入り、自身の菩提寺である平林寺に招待した。平林寺に案内され、滞在することも進められたが、事情により実現することはなく、万治2年(1659)に長崎へと戻った。
長崎に戻った独立は3年ほど、興福寺幻寄山に籠もった。自著『斯文大本』を元に『書論』を著し正しい書法の啓蒙に努めた。明代の新しい篆刻を伝え日本の篆法を一新した。また初めて石印材に刻する印法を伝えた。
幻寄山での修行を終えた独立は、以降長崎奉行所に仕えることとなった。これ以前は僧として日本各地に赴き活躍していたが、これ以降は医者として日本各地に赴き活躍した。
最初に赴いたのは福岡藩である。寛文4年に、福岡藩士の奥西善左衛門が病気のため、独立が派遣されることになった。しかしながら、独立が出発する前に奥西善左衛門の病状が回復し、独立自身の体調も優れなかったために、長崎に滞在し、自身の治療に専念する こととした。独立の体調が回復したのちに、改めて、福岡藩士の奥西善左衛門の所へと出発し、長崎と福岡を往復しながら、治療を行った。
次に赴いたのは岩国藩である。岩国藩3代目藩主である吉川広嘉は幼い頃から病状に悩まされており、かねてから数多くの医師の往診を受けていた。そのような中で、長崎でオランダ医術を学んでいた岩国藩士の朝枝喜兵衛から、長崎に独立性易という優秀な医師がいることを聞いた。そこで、寛文4年(1664)2月22日に、広嘉の侍医である佐伯玄東を長崎に派遣した。そこでは、広嘉の病状を独立へ伝え、治療法を尋ね、実践したようであるが、回復することをなかった。
そこで、長崎の皓台寺で住職をしていた岩国出身の月舟宗林の勧めを受けて、独立を岩国に招待することとした。岩国から佐々木弥左衛門を長崎に派遣し、独立を迎えに向かった。 この時、独立には通訳として、唐通事の独健が同行した。そうして、独立が初めて岩国に到着したのは、寛文 4 年(1664)4 月13日のことである。
岩国に到着した独立は、広嘉と対面し、往診を行った。往診と合わせて雑談を行なったようであるが、広嘉と独立の会話は、非常に弾んだものとなった。広嘉は学識が高く、また中国文化にも大変興味を持っていた。そのため、中国から渡来してきた独立は、広嘉にとって知識の宝庫であり、話の一つ一つが興味深かったことであろう。会話の中で、独立が住んでいた杭州や西湖の話題が挙がった。その中で独立は、知り合いである何遠候が『西湖遊覧志』一式を保有していることを伝えると、広嘉は大変興味を持ち、それを見たいと希望した。
それを受けて、即座に飛脚を走らせ、『西湖遊覧志』を取りに行くこととなった。飛脚が戻り『西湖遊覧志』を広嘉に見せると、広嘉は机を叩いて大層喜んだという。独立にとってはなぜ、広嘉がここまで喜んだのか理解できていなかったようである。しかしながら、これが現在の山口県岩国市に位置する錦帯橋の創建において重要なヒントとなり、結果的に独立が錦帯橋の構想に重要なヒントを提供する形となった。
その後、独立は広嘉の往診のために定期的に岩国藩へと赴いている。そこでは文化的交流が行われており、独立にとっても相当居心地が良かったのであったと推測されている。
寛文5年(1655)には、隠元の僧団として行動を共にした雪峰(即非如一)が広寿山に福聚寺を開山したことを受けて、独立が招待された。書記となり白雲室を与えられている。
それ以降も、岩国藩や佐賀藩など各地を行脚し、藩士や大名などの往診を行った。しかしながら、寛文8年には、独立自身が老齢となり、足腰や体調を優れなくなったことから、これ以降、医者として長崎奉行所に仕えることを辞め、どこの藩にも赴かないことを決めた。
寛文11年には、師である隠元に会いに行くために宇治へ行きたいという旨を長崎奉行所に伝え、8月頃に宇治へと向かう予定であった。途中、中国から独立の孫2人が日本に訪れた。孫2人は独立を中国に迎えに来たようであるが、独立の帰国の意思はなく、孫を中国へと帰らせた。ここには独立の体調と、宇治へと向かう予定があったことが関係していると考えられるが、それは実現することはなく、同年11月に、崇福寺広善庵で示寂する。享年78。荼毘に付され遺骨は従者の慧明・祖明によって宇治黄檗山萬松岡（ばんしょうこう）に奉じられた。
正徳6年（1716年）に弟子の高玄岱が独立を記念して武蔵平林寺に戴渓堂を建立し、享保3年には高松の弟子年江直美と共に木牌を建て行状を記した。
明治23年（1890年）、中井敬所によって『独立禅師印譜』が編集され、現在東京国立博物館に所蔵されている。この印譜に鈐された印は独立が中国から持ち込んだ印で、弟子玄岱に授けられたものが代々の門弟を通じて敬所に届いたものである。
他に書家の北島雪山も弟子となっている。

## 著作
- 『斯文大本』
- 『一峰双詠』
- 『西湖懐感三十韻』
- 『就庵独語』
- 『東矣吟』
- 『痘疹百死伝』
- 『痘科鍵口訣方論』